# Estación de ferrocarril de Chennai Egmore
Chennai Egmore, anteriormente conocido como Madrás Egmore, (código de estación: MS) es una estación de ferrocarril en Chennai, Tamil Nadu, India. Situado en el barrio de Egmore, es una de las cuatro terminales ferroviarias interurbanas de la ciudad y las otras tres estaciones son la estación central de trenes de Chennai, la estación de trenes de Tambaram y la estación de trenes de Chennai Beach. La estación fue construida en 1906-1908 como el término de la South Indian Railway Company. El edificio construido en estilo gótico es uno de los monumentos destacados de Chennai. La entrada principal a la estación está situada en Gandhi-Irwin Road y la entrada trasera en Poonamallee High Road.

## Historia
La historia dice que la estación era en realidad un fuerte, llamado Reducto Egmore, similar al Castillo de Leith, que es parte de Santhome. Se dice que la estación apareció en un lugar que una vez almacenó municiones para los británicos.
El edificio de la estación se construyó en un terreno de 2,5 acres de tierra, de los cuales 1,8 acres fueron adquiridos de S. Pulney Andy, un médico inglés, quien, en su carta al 'Coleccionista de Madrás', inicialmente se negó a vender su propiedad debido a la dificultad con el que había comprado y desarrollado la propiedad. Sin embargo, la South Indian Railway Company (SIR), que operaba los servicios de trenes hacia el sur, lo persuadió para que vendiera la tierra, por lo que Andy reclamó ₹1 lakh (US$ 1400) como compensación. Después de adquirir la tierra, el SIR invitó a Henry Irwin (ingeniero jefe), que hizo gran parte de la arquitectura indo-sarracena en Madrás, y E. C. Bird, arquitecto de la compañía, a diseñar un edificio para satisfacer las necesidades del tráfico. Después de varias modificaciones en el plan, el trabajo de construcción comenzó en septiembre de 1905 y se completó en 1908. Fue construido por el contratista T. Samynada Pillai de thirunageswaram cerca de Kumbakonnam a un costo de ₹17 lakh (US$ 24 000). La estación se inauguró oficialmente el 11 de junio de 1908.
Inicialmente hubo una demanda de que la estación llevara el nombre de Robert Clive, que, sin embargo, recibió una fuerte oposición del público ya que querían llamarla Egmore. Cuando se abrió la estación no había conexión eléctrica y se utilizó un generador. La estación se convirtió en la principal terminal de metro de Chennai después de la formación de Southern Railway en 1951 y sirvió como la puerta de entrada al sur de Tamil Nadu, principalmente debido a que actúa como un punto de conexión para los pasajeros del sur a Chennai Central para abordar trenes con rumbo norte, oeste y este. Irwin y Bird trabajaron en el diseño del edificio, que se agregó con simpatía en las décadas de 1930 y 1980. En la década de 1990 se convirtió en una terminal principal de gran calibre, una función en la que entró en funcionamiento en 1998.